# Rolf E. Vanloo
Rolf E. Vanloo (eigentlich Karl Edmund Martin Schmidt; * 24. März 1899 in Minden; † 2. April 1946 in München) war ein deutscher Drehbuchautor, Filmproduzent, Schriftsteller und Dramaturg.

## Leben und Wirken
Der gebürtige Westfale war ein Sohn des Regierungsbaumeisters William Schmidt und dessen Frau Franziska, geb. Wehrssen, einer Enkelin des Komponisten Franz Abt. Nach seinem Schulabschluss am Stadtgymnasium Halle besuchte er die Schauspielschule des Deutschen Theaters in Berlin. Seine bereits begonnene Bühnenlaufbahn musste er 1917 wegen eines Herzleidens aufgeben und versuchte sich infolgedessen als Autor, ab 1920 auch für das Kino. Bereits eine seiner ersten Arbeiten, das Stück Florence oder Die Drei bei der Frau, wurde 1920 von Fritz Lang unter dem Titel Die Vier um die Frau (Kämpfende Herzen) verfilmt.
Zunächst für die Produktionsfirma Decla-Bioskop AG aktiv, wechselte Vanloo 1922 als Dramaturg zur Phoebus und 1924 zur Produktionsfirma Joe Mays. Anschließend gründete Rolf Vanloo die Drehbuchfirma European Scenario Company GmbH, der er als Geschäftsführer vorstand.
Nebenbei arbeitete er weiterhin als Drehbuchautor. Seine wichtigste Drehbuchmitarbeit lieferte er zu Mays realitätsorientiertem Polizistendrama Asphalt, dessen Vorlage Vanloo gleichfalls verfasst hatte. Gleich darauf belieferte er mit seinem Manuskript für Arthur Robisons IRA-Drama Die Nacht nach dem Verrat erstmals auch eine ausländische (britische) Inszenierung.
Nach Anbruch der Tonfilmära schrieb Vanloo nur noch sporadisch Drehbücher, da er seit 1929 an Rheuma und chronischen Entzündungen litt, die seine Produktivität erheblich einschränkten. 1932 entstand basierend auf seiner literarischen Vorlage der Film Hallo Hallo! Hier spricht Berlin!. Mit dem Manuskript zu Karl Hartls Science-Fictionfilm-Klassiker Gold mit Hans Albers in der Hauptrolle lieferte er seinen bedeutendsten Beitrag für den heimischen Tonfilm. 1936/37 schrieb Vanloo auch für zwei französische Produktionen. Zur selben Zeit reiste Vanloo auf Veranlassung von Propagandaminister Joseph Goebbels nach London, um den dort filmenden (Tatjana) deutschen Hollywood-Star Marlene Dietrich für die Hauptrolle der Sängerin Mado Doucet in dem von Vanloo geschriebenen und produzierten Drama Tango Notturno zu gewinnen. Die Dietrich lehnte jedoch eine Rückkehr ins Deutschland Adolf Hitlers strikt ab, und der Film ging im darauffolgenden Jahr mit dem Stummfilmidol Pola Negri, einer weiteren Favoritin Hitlers, in Produktion.
Tango Notturno sollte Vanloos letzte Drehbuchbeteiligung bis Herbst 1939 bleiben. 1938 wurde seine Novelle Die Nacht der Entscheidung von Philipp Lothar Mayring und Harald G. Petersson zu einem Drehbuch verarbeitet und von Nunzio Malasomma umgesetzt, im Jahr darauf lieferte Vanloo lediglich die Idee zu Hans Schweikarts Komödie Fasching. Das Drehbuch dazu schrieb Jochen Huth.
Vanloos letzte Manuskripte wurden in römischen (Vom Schicksal verweht) und Budapester Ateliers (Maske in Blau) umgesetzt. Nach Ende der Dreharbeiten (Oktober bis Dezember 1941) zu dem letztgenannten Film verschwand er aus dem Blickfeld der Öffentlichkeit. 1944 wurde er nicht mehr auf der Liste der vom Propagandaministerium zugelassenen Filmautoren geführt. Zuletzt in der Kaulbachstraße in München wohnhaft, starb er 1946 im Krankenhaus rechts der Isar an einer Lungenentzündung.

## Filmografie (als Drehbuchautor)
| - 1921: Das Geheimnis von Bombay - 1921: Die Silbermöve - 1921: Der Passagier in der Zwangsjacke - 1922: Maciste und die Tochter des Silberkönigs - 1922: Der Mann aus Stahl - 1922: Das Feuerschiff - 1922: Die Heimkehr des Odysseus - 1922: Macht der Versuchung - 1923: Die brennende Kugel - 1923: Der Sieg des Maharadscha - 1923: Quarantäne - 1924: Thamar, das Kind der Berge - 1924: Malva - 1924: Ich liebe Dich - 1925: Der Farmer aus Texas - 1927: Die rollende Kugel | - 1928: Die Durchgängerin - 1928: Ich küsse Ihre Hand, Madame - 1928: Asphalt (auch Vorlage) - 1929: Diane - 1929: Die Nacht nach dem Verrat (The Informer) - 1931: Hallo Hallo! Hier spricht Berlin! (nur Idee) - 1934: Gold - 1935: Varieté - 1936: L’île des veuves - 1936: Gleisdreieck (auch Romanvorlage) - 1937: L’appel de la vie - 1937: Tango Notturno (auch Produktion) - 1938: Die Nacht der Entscheidung (nur Vorlage) - 1939: Fasching (nur Idee mit Hans Schweikart) - 1941: Vom Schicksal verweht - 1941: Maske in Blau (UA: 1943) |